# HTC 원 미니
HTC 원 미니(HTC One Mini)는 HTC 코퍼레이션에서 제조/판매하는 안드로이드 스마트폰으로, 원의 후속제품이다.
2013년 7월 18일, 중화민국에서 열린 자사 신제품 발표회 발표되어, 2013년 8월 8일 유럽을 시작으로 출시되었다.

## 같이 보기
HTC 휴대 전화 목록